# جار أباد (دول)
جار أباد هي قرية في مقاطعة أرومية، إيران. عدد سكان هذه القرية هو 342 في سنة 2006.